# HMS Orion (1910)
Pour les autres navires du même nom, voir HMS Orion.
Le HMS Orion est le navire de tête de la classe Orion qui comprend quatre cuirassés dreadnought construits pour la Royal Navy au début des années 1910. Il passe la majeure partie de sa carrière affectée à la Home et à la Grand Fleet, servant généralement de navire amiral. Outre sa participation à la tentative ratée d'interception des navires allemands qui avaient bombardé Scarborough, Hartlepool et Whitby à la fin de 1914, à la bataille du Jutland en mai 1916 et à l'action non concluante du 19 août, son service pendant la Première Guerre mondiale a généralement consisté en des patrouilles de routine et des entraînements en mer du Nord.
Après la dissolution de la Grand Fleet au début de 1919, l'Orionest transféré à la Home Fleet pendant quelques mois avant d'être affecté à la Reserve Fleet. Il sert de navire-école de tir à partir de la mi-1921 jusqu'à ce qu'il soit mis au rebut l'année suivante. Le navire est vendu à la ferraille à la fin de l'année 1922 et est ensuite démantelé.

## Conception et description
Les navires de la classe Orion sont conçus en réponse aux premiers pas de la course germano-britannique aux armements navals et sont beaucoup plus grands que leurs prédécesseurs de la classe Colossus, afin d'accueillir des canons plus grands et plus puissants, ainsi qu'un blindage plus lourd. En raison de ces améliorations, la classe est parfois qualifiée de "super-dreadnoughts".
Les navires ont une longueur totale de 581 pieds (177,1 m), un maître-bau de 88 pieds (27 m) et un tirant d'eau profond de 31 pieds (9,4 m). Ils déplacent 21 922 long tons (22 273 t) à charge normale et 25 596 long tons (26 006 t) à charge profonde lors de sa construction ; en 1918 l'Orion voit son déplacement passer à 29 108 long tons (29 574 t). Son équipage compte 754 officiers et matelots en 1914.
Les navires de classe Orion sont alimentés par deux ensembles de turbines à vapeur à entraînement direct Parsons, chacune entraînant deux arbres, utilisant la vapeur fournie par 18 chaudières à tubes d'eau Babcock & Wilcox. La puissance sur arbre des turbines est évaluée à 27 000 hp (20 134 kW), devant fournir aux cuirassés une vitesse de 21 kt (38,9 km/h). Au cours de ses essais en mer en septembre 1911, l'Orion atteint une vitesse maximale de 21,3 kt (39,4 km/h), avec 30 552 hp (22 783 kW). Les navires transportent suffisamment de charbon et de mazout pour avoir une autonomie de 6 730 milles marins (12 500 km), à une vitesse de croisière de 10 kt (18,5 km/h).

### Armement et blindage

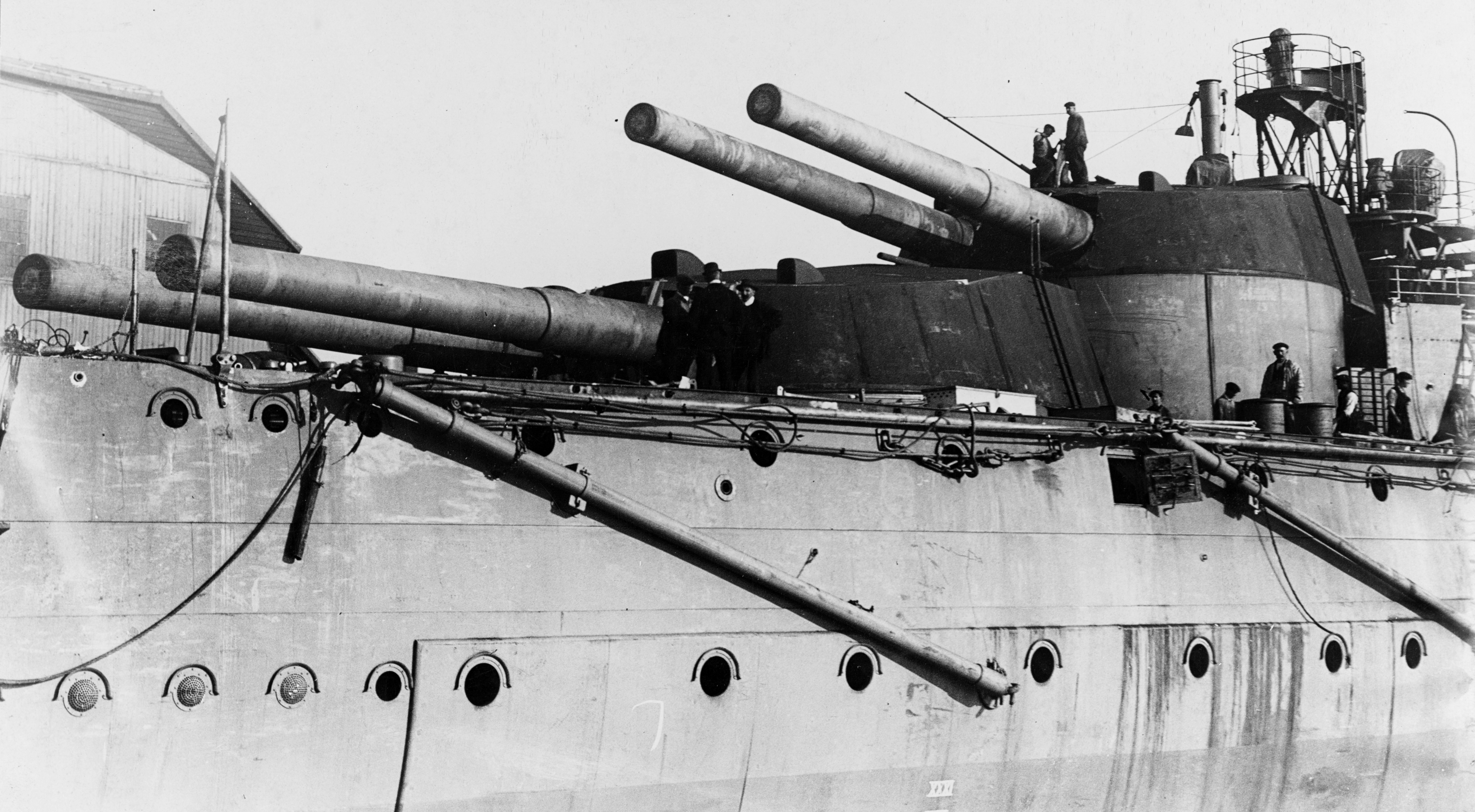
Tourelles principales arrière de lOrion, vers 1911 lors de son armement

Les navires de classe Orion sont équipés de 10 canons Canons Mark V de 13,5 pouces (343 mm) à chargement par la culasse, montés dans cinq tourelles jumelées à commande hydraulique, toutes sur l'axe central. Les tourelles sont respectivement désignées par les lettres « A », « B », « Q », « X » et « Y », de l'avant vers l'arrière. Leur armement secondaire se compose de 16 canons Mark VII simples de 4 pouces (102 mm), canons répartis équitablement entre les superstructures avant et arrière. Quatre canons de salut de 47 mm sont également installés. Les navires sont équipés de trois tubes lance-torpilles immergés de 21 pouces (533 mm), un sur chaque bordée et un autre à l'arrière, pour lesquels 20 torpilles sont disponibles.
Les cuirassés de classe Orion sont protégés à la ligne de flottaison par une ceinture blindée de 305 mm qui s'étend entre les barbettes d'extrémité. Leurs ponts varient en épaisseur entre 25 et 100 mm avec les parties les plus épaisses protégeant le gouvernail à l'arrière. Les faces de la tourelle de la batterie principale sont épaisses de 279 mm, et elles sont montées sur des barbettes de 254 mm.

### Modifications et modernisations
En 1914, les canons du pont-abri sont protégées dans des casemates. En octobre 1914, une paire des canons anti-aériens de 76 mm est ajoutée. Un système de contrôle de tir est installée sur une plate-forme sous la hune en avril-mai 1915. Après la bataille du Jutland, en mai 1916, le blindage du pont est renforcé. À peu près au même moment, trois des canons de 102 mm sont retirés de la superstructure arrière et le navire est modifié permettre l'utilisation de ballons d'observation. Entre le milieu et la fin de l'année 1917, l'Orion devient le seul cuirassé de la Royal Navy à recevoir un système de contrôle de tir pour son armement secondaire. Deux catapultes d'envol sont installées à bord du navire entre les années 1917 et 1918, sur les toits des tourelles « B » et « Q ». Un télémètre grand angle est installé dans la superstructure avant en 1921,.

## Construction et carrière

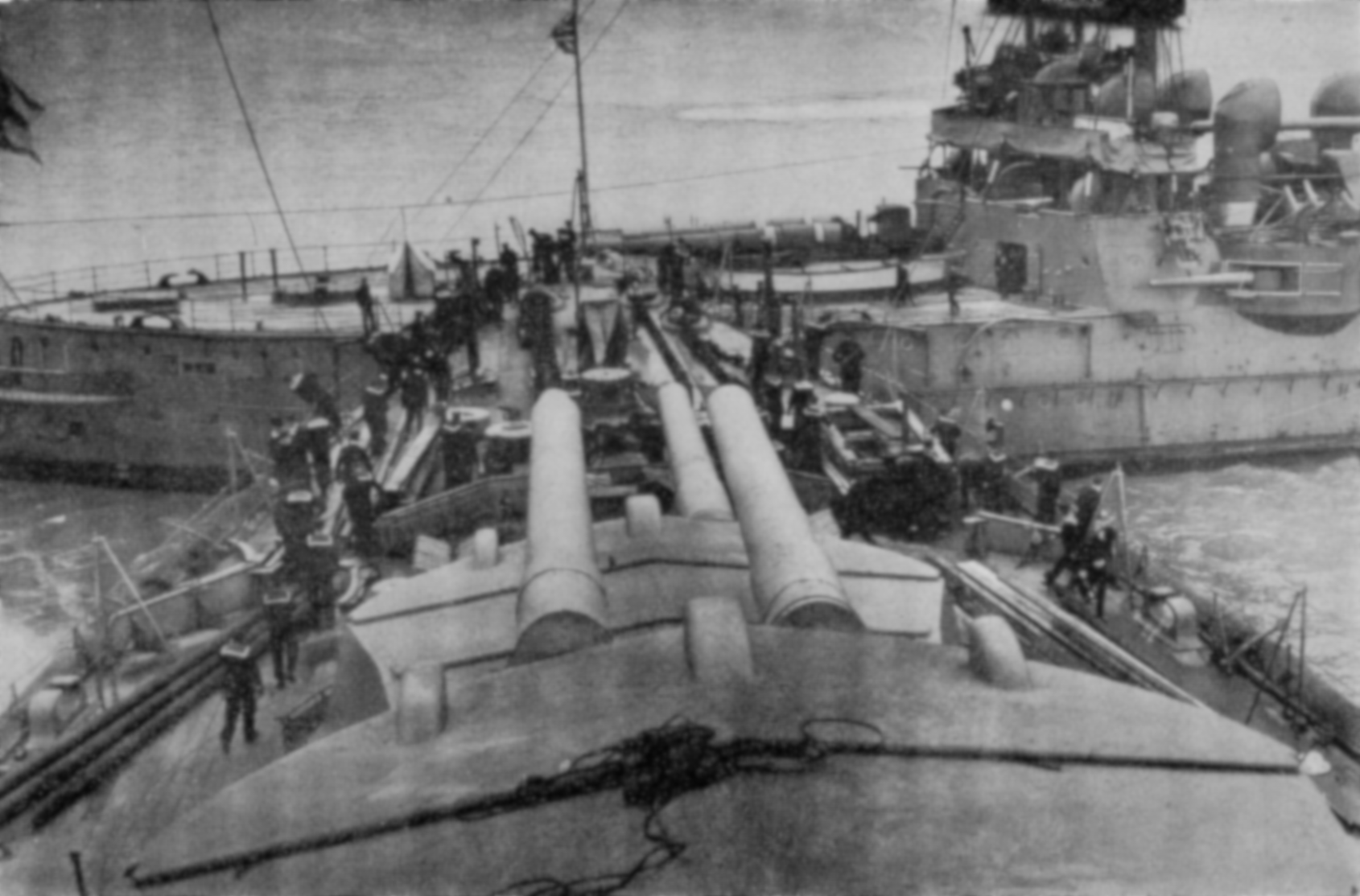
Le HMS Revenge, bloqué sur la proue de lOrion, le 7 janvier 1912

L'Orion, baptisé d'après le chasseur mythologique éponyme, est le quatrième navire à servir dans la Royal Navy sous ce nom. Sa quille est posée au chantier naval de Portsmouth le 29 novembre 1909, il est lancé le 20 août 1910, et mis en service le 2 janvier 1912. L'évaluation de son coût varie selon les sources, allant de 1 855 917 à 1 918 773 £. L'Orion est affecté à la 2e division de la Home Fleet en qualité de navire amiral du contre-amiral Herbert King-Hall, le commandant en second de la division. Il est légèrement endommagé le 7 janvier 1912, lorsque le cuirassé pré-dreadnought Revenge se détache de ses amarres et entre en collision avec sa proue. Sa division est renommée 2nd Battle Squadron (« 2e escadron de bataille ») le 1er mai.
Le navire, avec ses navires jumeaux Thunderer et Monarch, participe à la revue navale parlementaire le 9 juillet à Spithead, avant de participer à des manœuvres d'entraînement. Le 29 octobre, Herbert King-Hall est remplacé par le contre-amiral Rosslyn Wemyss. Le 13 novembre, le navire participe à des essais de tir comparatifs avec le Thunderer, afin d'évaluer l'efficacité du système de contrôle de tir de ce dernier - à cette occasion, le Thunderer surpasse largement l'Orion, bien qu'une partie de son succès soit due au fait que son directeur de tir se trouvait au-dessus de la fumée qui masquait la cible aux canons de l'Orion. Le test répété dans de meilleures conditions le 4 décembre, l'Orion y démontre de meilleures performances, semblant devancer le Thunderer. Les trois navires sont présents avec le 2e escadron de bataille pour recevoir le président de la France, Raymond Poincaré, à Spithead le 24 juin 1913, puis participent aux manœuvres annuelles de la flotte en août. Rosslyn Wemyss est remplacé à son tour par le contre-amiral Robert Arbuthnot, le 28 octobre. Le capitaine Frederic Dreyer prend le commandement de l'Orion le même jour. Le 4 novembre, l'Orion, le Thunderer, le dreadnought King George V et le pré-dreadnought King Edward VII tirent sur le navire cible Empress of India et le coulent afin de donner à leurs équipages l'occasion de tirer des munitions réelles contre un vrai navire.

### Première Guerre mondiale

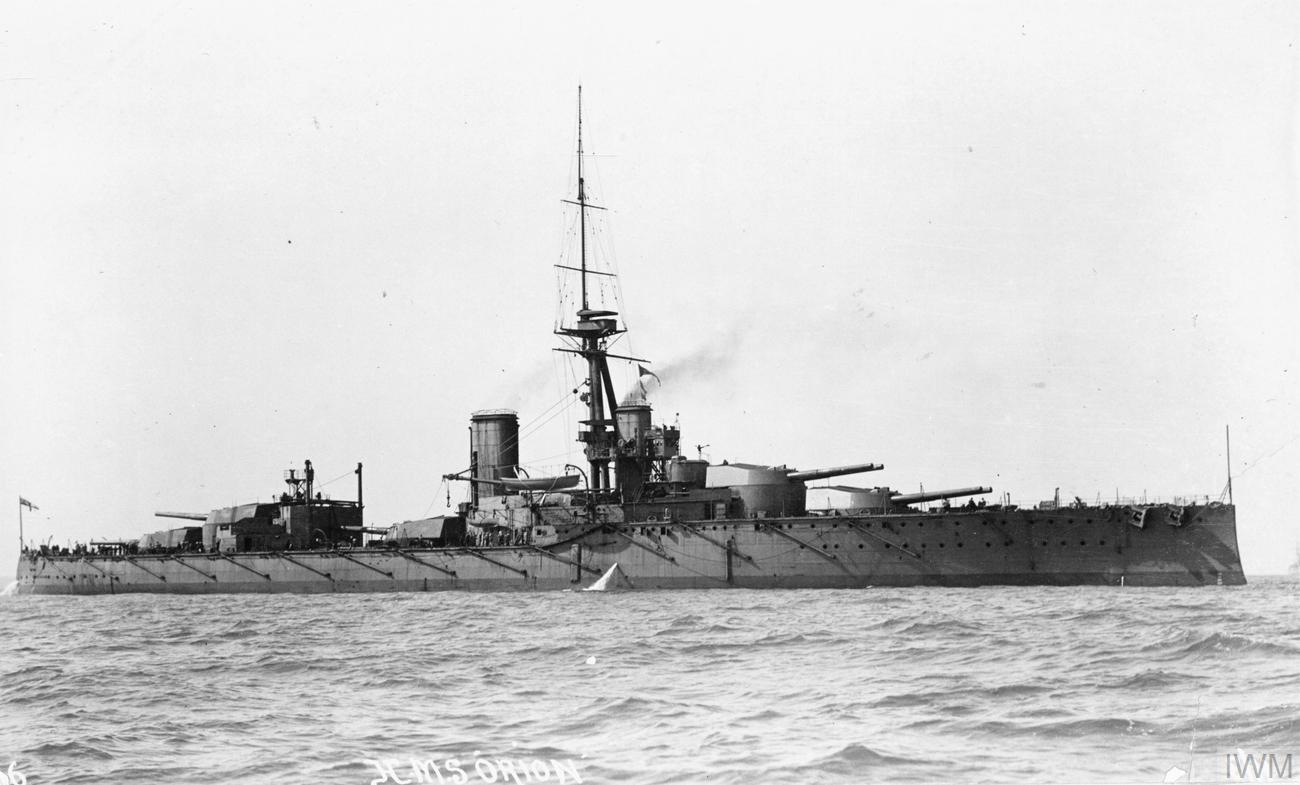
lOrion au mouillage avant 1915

Entre le 17 et le 20 juillet 1914, l'Orion participe à un test de mobilisation et et à une revue de la flotte dans le cadre de la réponse britannique à la crise de juillet. Arrivé à Portland le 25 juillet, il reçoit quatre jours plus tard l'ordre de se rendre avec le reste de la Home Fleet à Scapa Flow, pour protéger la flotte d'une éventuelle attaque surprise de la marine impériale allemande.
En août 1914, à la suite du déclenchement de la Première Guerre mondiale, la Home Fleet est réorganisée en Grand Fleet et est placée sous le commandement de l'amiral John Jellicoe. Vers la mi-août, le navire commence à souffrir de sérieux problèmes avec ses condenseurs et l'amiral Jellicoe ordonne leur remplacement, pendant qu'il est détaché à la base de charbonnage du Loch Ewe, sur la côte nord-ouest de l'Écosse. L'Orion rejoint la Grand Fleet le 9 septembre 1914, mais les rapports répétés de sous-marins à Scapa Flow conduisant Jellicoe à conclure que les défenses y sont insuffisantes, ce dernier ordonne que la flotte soit dispersée dans d'autres bases jusqu'à ce que les défenses soient renforcées. Le 16 octobre, le 2e escadron de bataille est envoyée au Loch na Keal sur la côte ouest de l'Écosse. Le 27 octobre, il rejoint le nord de l'Irlande pour des entraînements au tir lorsque le cuirassé Audacious percute une mine, posée quelques jours plus tôt par le croiseur auxiliaire allemand SS Berlin. Pensant que le navire a été torpillé par un sous-marin, les autres dreadnoughts reçoivent l'ordre de s'éloigner de la zone, tandis que des navires plus petits portent assistance au cuirassé endommagé. Peu de temps après, l'Orion est envoyé à Greenock pour faire réparer ses turbines,,.

#### Bombardements de Scarborough, Hartlepool et Whitby
En décembre 1914, les interceptions de messages cryptées allemands par la salle 40 de la Royal Navy révélèrent les plans de la marine impériale de lancer des attaques sur Scarborough, Hartlepool et Whitby à la mi-décembre, en utilisant les quatre croiseurs de bataille du groupe de reconnaissance I du Konteradmiral (contre-amiral) Franz von Hipper. Les messages radio ne mentionnent pas que la flotte de haute mer, forte de quatorze dreadnoughts et huit pré-dreadnoughts, vient en renfort aux forces déployées par Hipper. Les navires des deux camps quittent leurs bases le 15 décembre, les Britanniques ayant l'intention de tendre une embuscade aux navires allemands lors de leur voyage de retour. Ils rassemblent les six dreadnoughts du 2e escadron de bataille sous les ordres du vice-amiral George Warrender (en), dont l'Orion et ses sœurs, le Monarch et le Conqueror, et les quatre croiseurs de bataille du vice-amiral David Beatty.
Au matin du 16 décembre 1914, les forces de reconnaissance des deux flottes se rencontrent, par surprise, dans l'obscurité et par gros temps. Les Allemands prennent avantage dans les premiers échanges de tirs, endommageant gravement plusieurs destroyers britanniques, mais l'amiral Friedrich von Ingenohl, commandant de la flotte de haute mer, ordonne à ses navires de faire demi-tour, inquiet de la possibilité d'une attaque massive des destroyers britanniques à la lueur de l'aube. Une série de mauvaises communications et d'erreurs de la part des Britanniques permet aux navires allemands d'éviter un engagement avec les forces de Beatty. L'une d'entre elles se produit lorsque les vigies de l'Orion repèrent le croiseur léger SMS Stralsund et n'engagent pas le combat parce que le vice-amiral Robert Arbuthnot refusa d'autoriser le navire à ouvrir le feu sans un ordre de Warrender.

#### 1915-1916

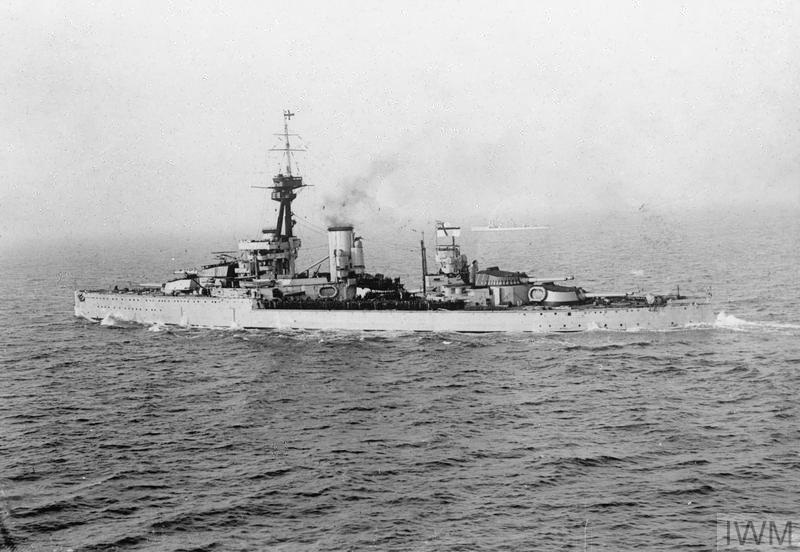
Vue aérienne d'un cuirassé de classe Orion, probablement l’Orion lui-même, en route après mai 1915 alors que le système de contrôle de tir est visible et ses filet anti-torpilles ont été retirés.

Les navires de Jellicoe, dont l'Orion, mènent des exercices de tir du 10 au 13 janvier 1915 à l'ouest des Orcades et des îles Shetland. Le 15 janvier 1915, le contre-amiral Arthur Leveson (en) remplace Arbuthnot. Le soir du 23 janvier, le gros de la Grand Fleet prend la mer pour soutenir les croiseurs de bataille de Beatty, mais l'Orion et le reste de la flotte ne participent pas à la bataille du Dogger Bank qui a lieu le lendemain. Du 7 au 10 mars, la Grand Fleet effectue plusieurs patrouilles et manœuvres d'entraînements dans la mer du Nord, d'autres opérations de ce type ont lieu tout au long de l'année 1915. Fin avril 1915, l'Orion a fait l'objet d'un bref radoub à Devonport, avant de reprendre ces opérations, par exemple dans la mer du Nord du 13 au 15 octobre, à l'est des Orcades début novembre et décembre.
Le 10 février 1916, la Grand Fleet est mobilisée pour intervenir en réponse à une attaque de navires allemands contre les forces légères britanniques près du Dogger Bank, avant d'être rappelée deux jours plus tard lorsqu'il apparaît clair qu'aucun navire allemand plus important qu'un destroyer n'est impliqué. La flotte part pour une croisière en mer du Nord le 26 février 1916, Jellicoe ayant l'intention d'utiliser la Force de Harwich pour balayer la baie de Heligoland. Le mauvais temps empêche cependant les opérations dans le sud de la mer du Nord, et l'opération est confinée à l'extrémité nord de la mer. Un autre balayage débute le 6 mars, mais doit être également abandonné le lendemain car le temps devient trop mauvais pour les destroyers d'escorte. Dans la nuit du 25 mars, l'Orion et le reste de la flotte quittent Scapa Flow pour soutenir les croiseurs de bataille de Beatty et d'autres forces légères attaquant la base allemande de Zeppelin à Tønder. Lorsque la Grand Fleet s'approche de la zone des combats le 26 mars, les forces britanniques et allemandes ont déjà rompu l'engagement, et les conditions météorologiques menacent les navires de petite taille, de sorte que la flotte reçoit l'ordre de retourner à la base. Le 21 avril, la Grand Fleet mène une diversion au large de Horns Rev pour distraire les Allemands, pendant que la marine impériale russe refait ses champs de mines défensifs en mer Baltique. La flotte retourne à Scapa Flow le 24 avril et se ravitaille avant de se diriger vers le sud en réponse à des rapports de renseignement indiquant que les Allemands sont sur le point de lancer un raid sur Lowestoft. Elle n'arrive cependant sur place qu'après le départ des Allemands. Du 2 au 4 mai, la flotte effectue une autre démonstration de force au large de Horns Reef, afin de maintenir l'attention allemande sur la mer du Nord.

#### Bataille du Jutland

Cartes montrant les manœuvres des flottes britannique (bleue) et allemande (rouge) entre le 31 mai et le 1 juin 1916

Pour tenter d'attirer et de détruire une partie de la Grand Fleet, la flotte de haute mer allemande, composée de seize dreadnoughts, six pré-dreadnoughts et d'un grand nombre de navires de soutien, quitte la baie de Jade tôt dans la matinée du 31 mai. La flotte navigue de concert avec les cinq croiseurs de bataille de Hipper. Cependant, la room 40 a là encore intercepté et décrypté les communications radio allemandes détaillant les plans de l'opération, et, la nuit précédant l'attaque, l'Amirauté ordonne à la Grand Fleet, composée de 28 dreadnoughts et de 9 croiseurs de bataille, de prendre la mer pour pour couper et détruire la flotte allemande.
Le 31 mai 1916, l'Orion, sous le commandement du capitaine Oliver Backhouse, est le navire de tête de la 2e division du 2e escadron de bataille, et le cinquième navire de tête de la ligne de bataille après son déploiement. Lors des premiers engagements, le navire tire 4 salves d'obus perforants de ses canons principaux sur le cuirassé SMS Markgraf à 18h32, touchant un de ses canons de 15 centimètres et mettant son équipage hors service. Vers 19h15, l'Orion ouvre le feu sur le croiseur de bataille SMS Lützow, qui se trouve alors à 17 – 18 km de distance, et tire 6 salves, les deux dernières destinées au destroyer SMS G38, qui tente de déployer un écran de fumée devant le navire. Le Lützow essuie également les tirs du Monarch au même moment et est touché à cinq reprises par les deux sœurs. Ces tirs mettent hors service deux des canons principaux, coupent temporairement l'alimentation électrique de la tourelle arrière et provoquent une inondation assez importante. A l'issue de la bataille, l'Orion aura tiré un total de 51 obus perforants par ses canons principaux.

#### Activités ultérieures

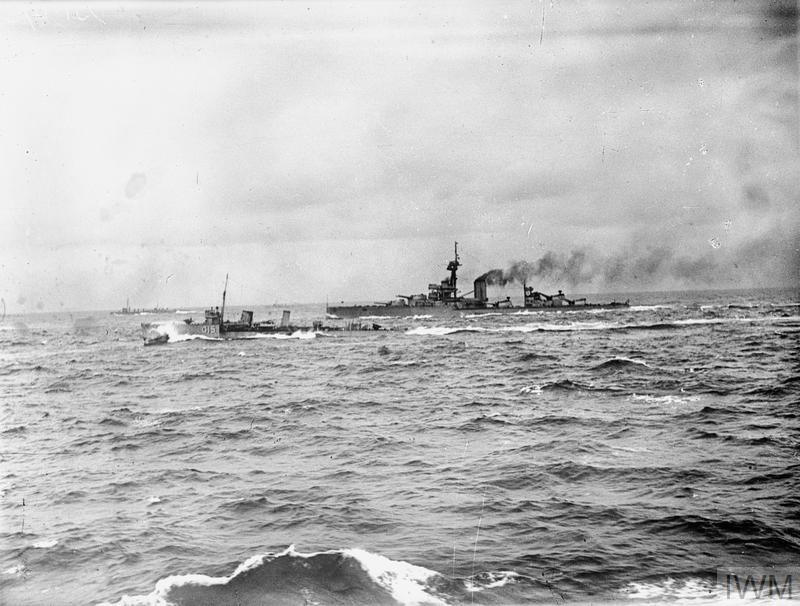
Orion et le destroyer, 1918

La Grand Fleet sort le 18 août pour tendre une embuscade à la flotte de haute mer allemande, alors que celle-ci progresse au sud de la mer du Nord, mais une série de mauvaises communications et d'erreurs empêchent Jellicoe d'intercepter la flotte avant qu'elle ne rentre au port. Deux croiseurs légers sont coulés par des sous-marins allemands au cours de l'opération, ce qui incite Jellicoe à décider de ne pas risquer les principales unités de la flotte au sud du 55° 30' Nord en raison de la présence de sous-marins et de mines allemands. L'Amirauté souscrit à cette analyse, et il est décidé que la Grand Fleet ne doit pas sortir à moins que la flotte allemande ne tente une invasion de la Grande-Bretagne ou qu'il y ait une forte possibilité qu'elle puisse être forcée à un engagement dans des conditions appropriées. Le contre-amiral William Goodenough prend le commandement de la division le 5 décembre et le capitaine Eric Fullerton relève Backhouse le 14.
En avril 1918, la flotte de haute mer allemande sort à nouveau pour attaquer les convois britanniques à destination de la Norvège.Elle impose un silence radio strict pendant l'opération, ce qui empêche les cryptanalystes de la Room 40 d'avertir le nouveau commandant de la Grand Fleet, l'amiral Beatty. Les Britanniques n'apprennent l'opération qu'après qu'un accident à bord du cuirassé allemand SMS Moltke, le force à rompre le silence radio pour informer le commandant allemand de ses difficultés. Beatty ordonne alors à la Grand Fleet de prendre la mer pour intercepter les Allemands, mais elle ne parvient pas à la rejoindre avant qu'elle ne fasse demi-tour vers L'Allemagne. Le navire est présent à Rosyth, en Écosse, lorsque la flotte de haute mer s'y rend le 21 novembre, et fait partie du 2e escadron de bataille jusqu'au 1er mars 1919.

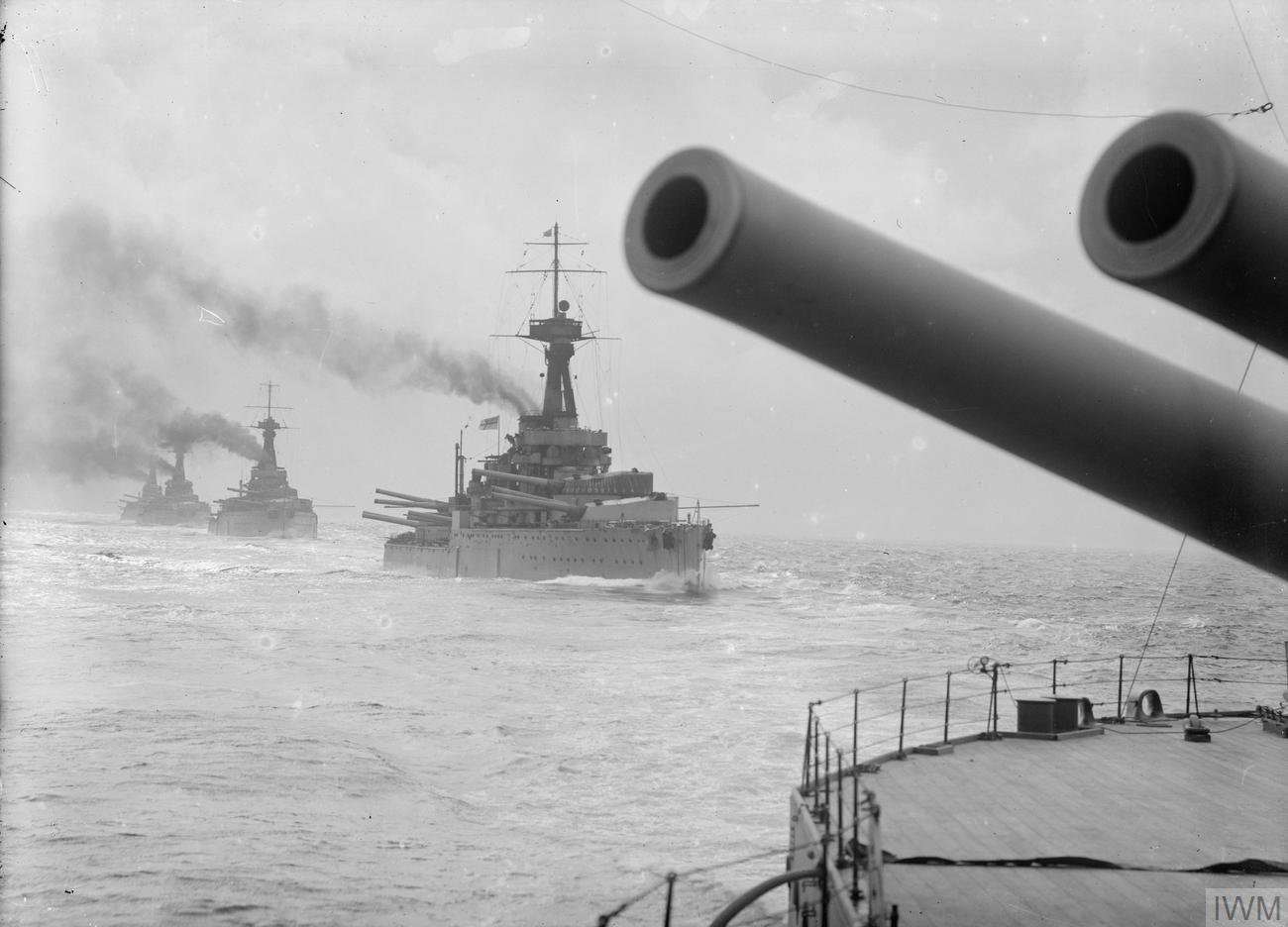
Les quatre cuirassés de la classe Orion en formation en ligne de bataille, après 1915.

Le 1er mai 1919, l’Orion est affecté au 3e escadron de bataille de la Home Fleet et sert de vaisseau amiral au contre-amiral Douglas Nicholson (en), commandant en second de l'escadron. Le 1er novembre, l'escadron est dissous, et l'Orion est transféré à la flotte de réserve à Portland, en compagnie de ses sœurs. Nicholson continue de hisser son drapeau à bord, bien qu'il soit désormais commandant de la flotte de réserve,. le 14 septembre 1920, le navire est transféré à Portsmouth, et devient le navire amiral de la flotte de réserve, commandée par le vice-amiral Richard Phillimore (en). En juin 1921, il devient un navire-école de tir à Portland, avant d'être désarmé et placé sur la liste des navires à détruire conformément aux dispositions du traité naval de Washington. Le 19 décembre, l'Orion est vendu pour sa destruction et son ferraillement à l'entreprise Cox and Dank et arrive à Upnor en février 1923 pour commencer sa démolition.